# Mon cœur incognito
Pour plus de détails, voir Fiche technique et Distribution.
Mon cœur incognito est un film franco-allemand réalisé par André-Paul Antoine et Manfred Noa, sorti en 1931.

## Synopsis
Chassée de son pays par des révolutionnaires, la reine Alexandra de Grégorie prend la route de l'exil vers la France avec Vicky, le futur prince consort. À la frontière, elle croise Fedor Kacew, le chef occulte du parti de la révolution, dont elle tombe amoureuse. Peu après s'être installée à Paris, une contre-révolution la rappelle en Grégorie où elle revient pour remonter sur son trône. Mais Alexandra finit par renoncer à ses prérogatives royales pour pouvoir épouser l'ancien révolutionnaire et Vicky, dont les espoirs dynastiques se sont envolés, décide de retourner en France pour y mener une vie de plaisirs.

## Fiche technique
- Titre : Mon cœur incognito
- Réalisation : André-Paul Antoine et Manfred Noa
- Scénario et dialogues : André-Paul Antoine et Bobby E. Lüthge
- Photographie : Frederik Fuglsang
- Musique : Willy Krauß, Werner Schmidt-Boelcke et Robert Stolz
- Société de production : Aafa-Film AG et Exclusivités Jean de Merly
- Pays de production :  France | Allemagne  République de Weimar
- Langue :  Français
- Format : Noir et blanc — 35 mm — 1,37:1 — Son : Mono
- Genre : Comédie
- Durée : 87 minutes (1 h 27)
- Dates de sortie : 
  - France : 16 janvier 1931 et 17 mai 1933

## Distribution
- Mady Christians : la reine Alexandra
- Roger Tréville : le prince Vicky
- Jean Angelo : Fedor Karew, le chef du parti révolutionnaire
- Marthe Sarbel : Catherine
- Lucette Desmoulins : Mimi
- Florelle : une chanteuse
- Jim Gérald : Knox, l'imprésario américain
- Pierre Labry : le révolutionnaire russe
- Henri Lesieur : l'aubergiste
- Jacques Henley
- Charles Redgie
- Maurice Lagrenée

## À noter
- Le film a été tourné à Berlin.